# (243526) Russwalker
(243526) Russwalker est un astéroïde de la ceinture principale.

## Description
(243526) Russwalker est un astéroïde de la ceinture principale. Il fut découvert le 19 février 2010 aux États-Unis par le programme WISE. Il présente une orbite caractérisée par un demi-grand axe de 3,11 UA, une excentricité de 0,19 et une inclinaison de 14,9° par rapport à l'écliptique.

## Compléments